# اتین بون
اتین بون (فرانسوی: Étienne Bonnes‎; ۱۶ سپتامبر ۱۸۹۴ – ۱ ژانویهٔ ۲۰۰۰) بازیکن راگبی ۱۵ نفره اهل فرانسه بود.